# فرودگاه وبسکا
فرودگاه وبسکا (به انگلیسی: Wabasca Airport) یک فرودگاه همگانی است که یک باند فرود آسفالت دارد و طول باند آن ۱٬۰۸۰ متر است. این فرودگاه در کشور کانادا قرار دارد و در ارتفاع ۵۵۷ متری از سطح دریا واقع شده است.